# Přírodní park Trhoň
Přírodní park Trhoň (zkráceně PřP Trhoň) byl zřízen roku 1979 s rozlohou asi 45 km². Nachází se v Plzeňském kraji, v okrese Rokycany, mezi obcemi Holoubkov a Strašice. Na severu sousedí s PřP Radeč (hranici mezi oběma přírodními parky tvoří silnice II/605), na jihu se Středními Brdy.

## Geografie a přírodní podmínky
Název je odvozen od vrchu Trhoň (625 m n. m.), který ovšem není nejvyšším bodem území – tím je Bambule (663 m n. m.), ležící asi 2 km severně od Strašic. Geomorfologicky je součástí Brdské vrchoviny, při užším vymezení Strašické vrchoviny. Dominantou tohoto krajinného komplexu je vrch Žďár (630 m n. m.) se stejnojmennou přírodní rezervací. Zde jsou poměrně zachovalé obranné valy hradiště Knovízské kultury (z doby cca 700 př. n. l.). Tento skalní útvar s kamenným mořem a mohutnými skalními terasami nabízí daleké rozhledy do okolí, zvláště na obec Hůrky a hřeben Radče s vrcholem Brno.
V přírodním parku se zachovaly přirozené porosty acidofilních a bukových doubrav s výskytem např. konvalinky vonné, hasivky orličí, pstročku dvoulistého a kručiny německé. Nachází se zde též tis červený, a jeřáb muk. V území hnízdí naše známé sovy, jako je výr velký, puštík obecný, sýc rousný nebo kulíšek nejmenší.

## Historie a zajímavosti
Z historických památek je významné paleontologické naleziště u Medového Újezda a zbytky tvrze Vimberk (též zvané Vimberg – z 2. poloviny 13. století) poblíž osady Melmatěj u Strašic. V obci Dobřív je funkční vodní hamr z počátku 16. století, v mnoha zdejších obcích jsou zachovalé roubené stavby.

## Fotogalerie

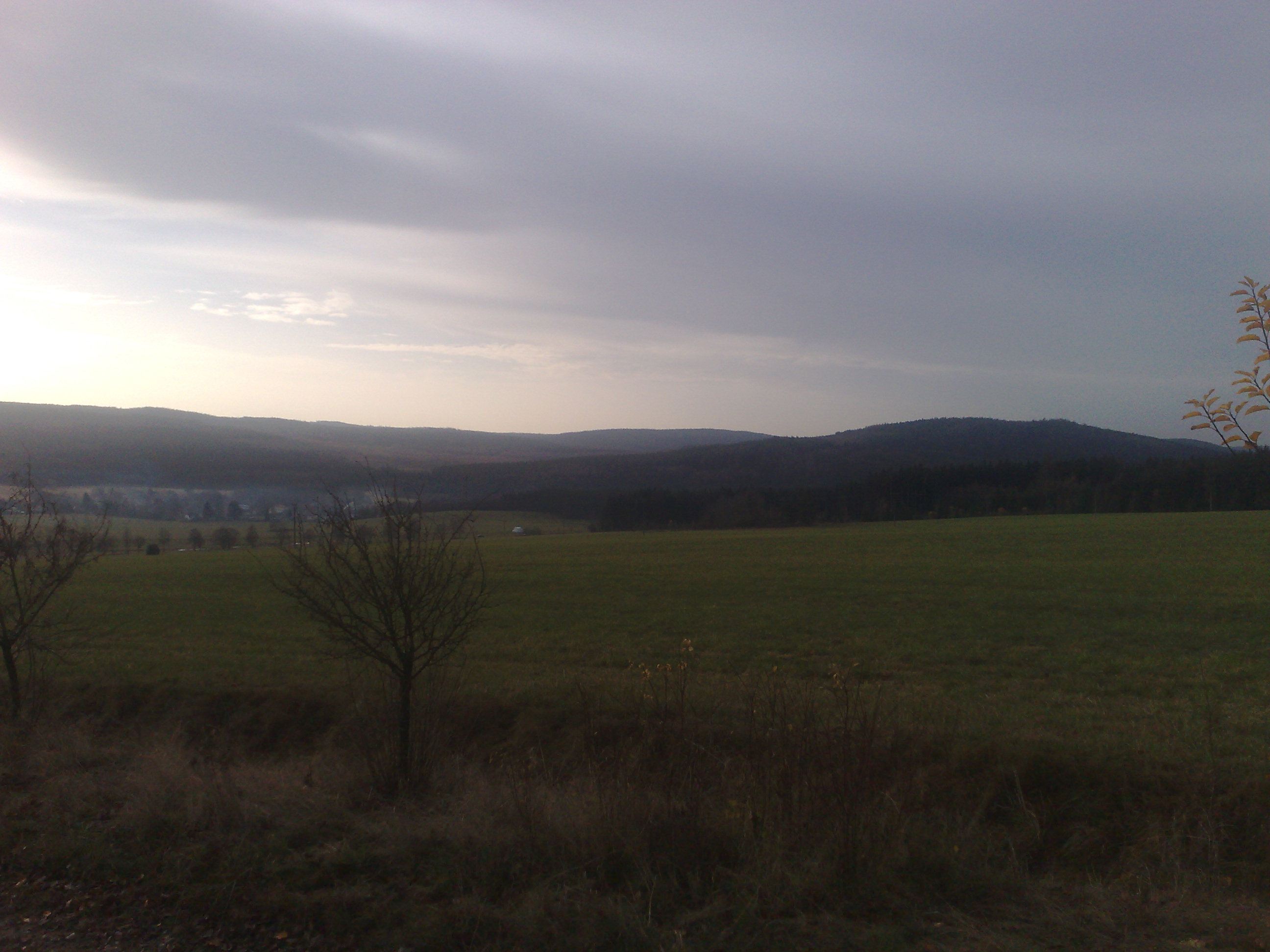
Krajina u Strašic
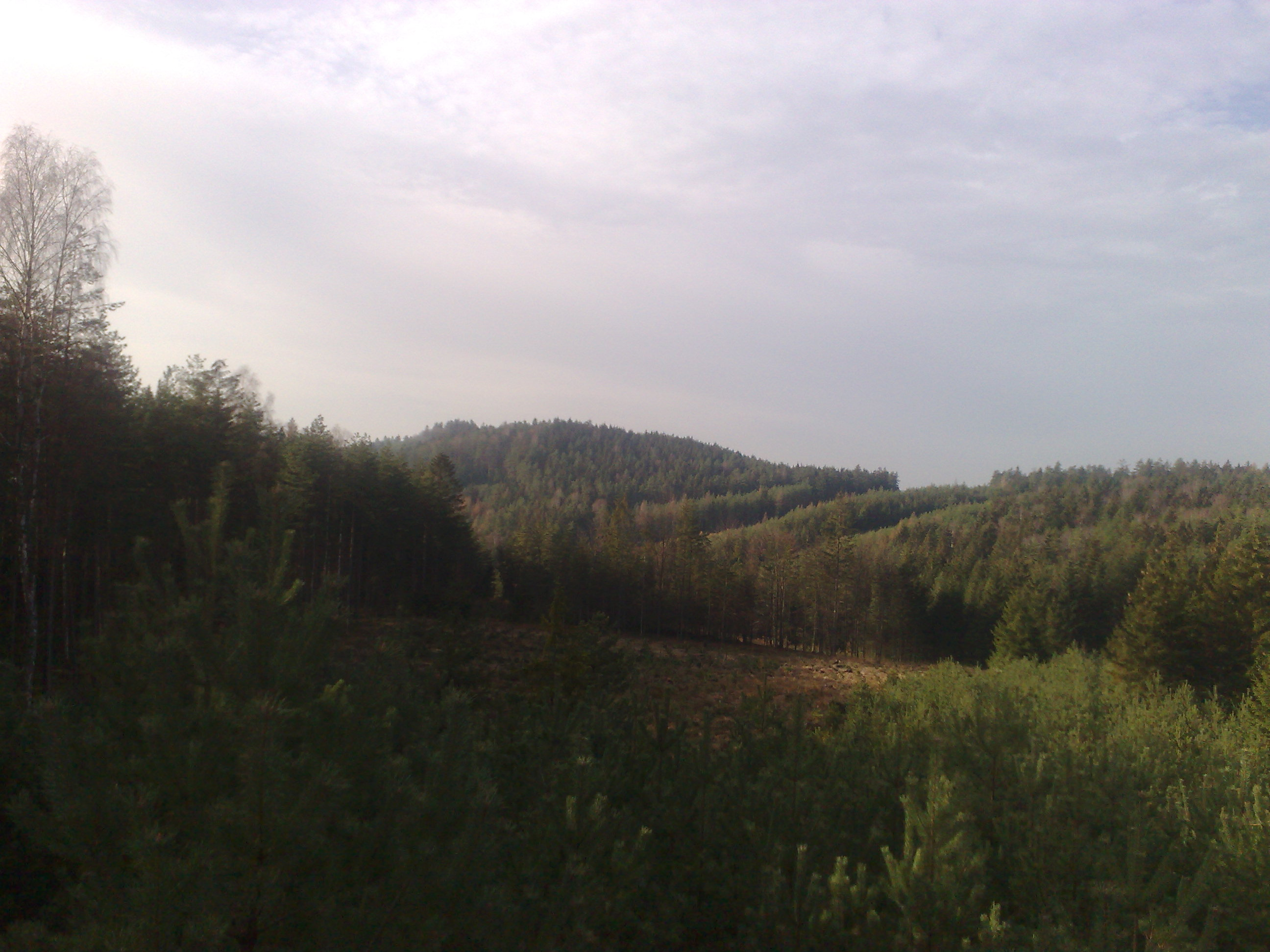
Pohled na Konesův vrch
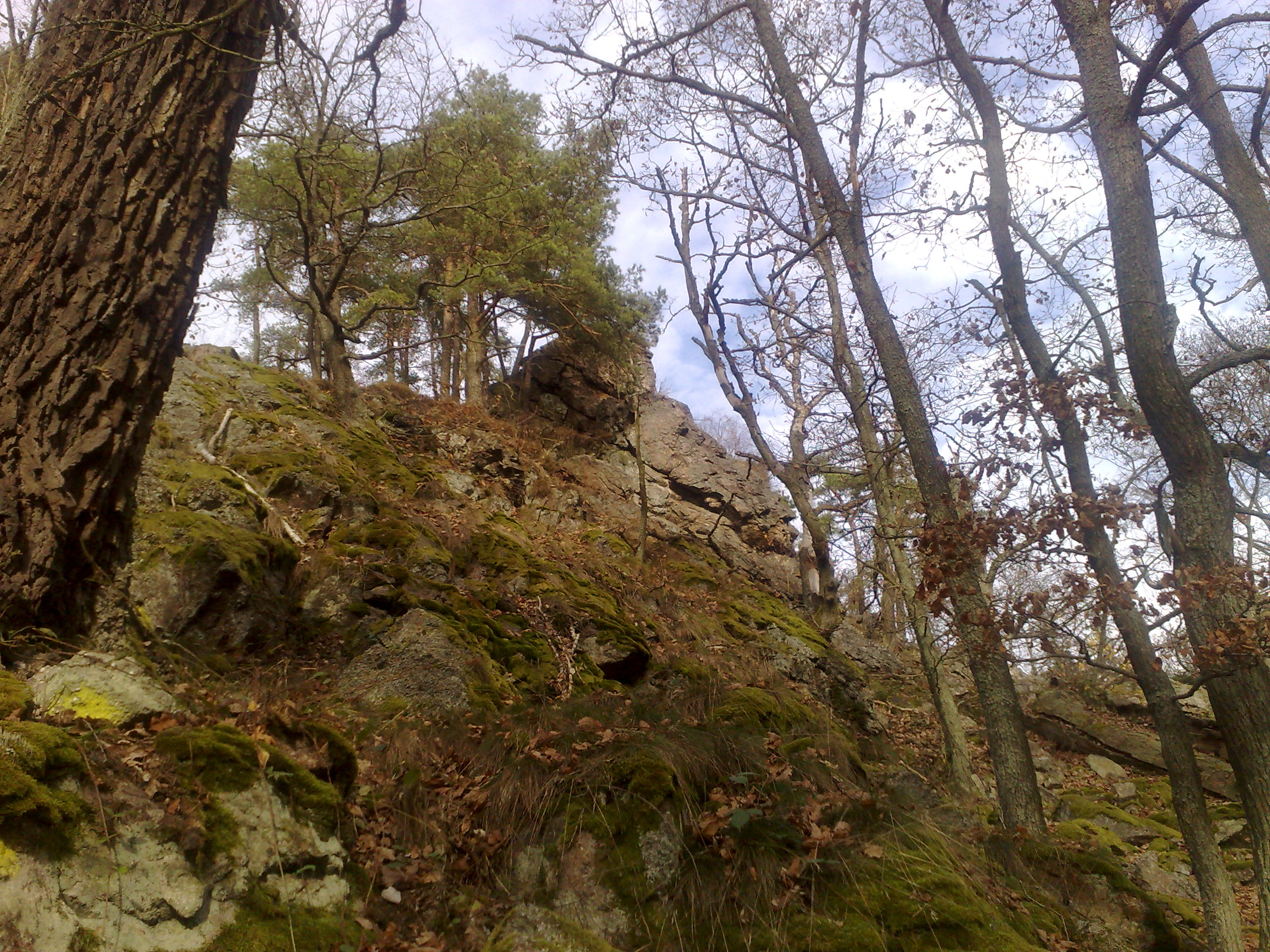
Skalní rozsedliny na svazích Žďáru
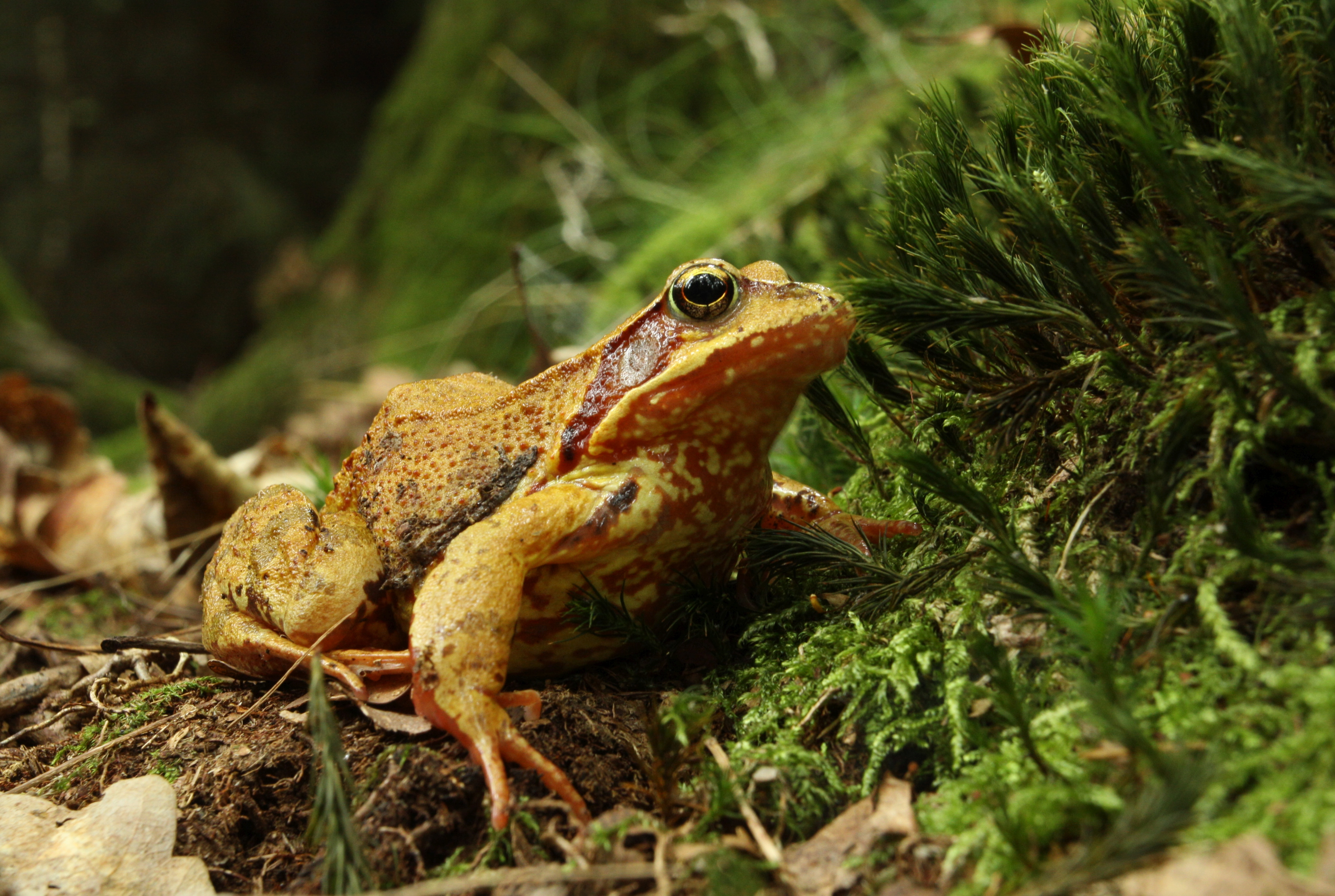
Skokan hnědý na území přírodního parku